# Alfred Maudslay
Alfred Percival Maudslay (Lower Norwood Lodge, 18 marzo 1850 – 21 gennaio 1931) è stato un diplomatico coloniale britannico, esploratore e archeologo. Fu uno dei primi europei a studiare le rovine della civiltà maya.

## Biografia
Maudslay nacque a Lower Norwood Lodge, vicino a Londra, da una ricca famiglia di ingegneri discendente da Henry Maudslay. Frequentò la Royal Tunbridge Wells e l'Harrow School, e studiò scienze biologiche alla Trinity Hall a Cambridge tra il 1868 e il 1872, dove conobbe John William Clark, allora segretario della Cambridge Antiquarian Society.
Dopo la laurea Maudsley si iscrisse alla scuola di medicina, ma dovette lasciarla a causa di un'acuta bronchite. Si trasferì a Trinidad, divenendo segretario personale del Governatore William Cairns, e con lui si trasferì in Queensland. Dopodiché andò alla Figi per lavorare con Sir Arthur Gordon, Governatore delle isole, e lo aiutò nella lotta contro le locali tribù ribelli. Poi lavorò come console della Corona in Tonga e Samoa. Nel febbraio 1880 Maudsley si dimise dal servizio coloniale per dedicarsi i suoi interessi, avendo speso sei anni nelle colonie britanniche del Pacifico. Quindi incontrò, durante il suo giro intorno al mondo, i suoi fratelli a Calcutta, tornò in Gran Bretagna a dicembre e infine partì, via Honduras Britannico per il Guatemala.
Nello Stato centroamericano Maudslay iniziò il lavoro archeologico di maggior rilievo che abbia mai compiuto e per il quale è ora ricordato. Partì dalle rovine maya di Quiriguá e Copán, dove, con l'aiuto di Frank Sarg, assunse del personale per pulire ed esaminare le strutture e gli artefatti rimasti. Sarg mostrò inoltre a Maudslay le appena ritrovate rovine di Tikal e la valida guida Gorgonio Lopez. Maudsley fu inoltre il primo a descrivere il sito di Yaxchilán. 
Nel corso delle sue ricerche, Maudslay fu pioniere per quanto riguarda molte delle tecniche archeologiche sperimentate più tardi. Assunse l'esperto italiano Lorenzo Giuntini e alcuni tecnici per fare dei calchi in gesso delle statue, mentre Gorgonio Lopez li fece in cartapesta. L'artista Annie Hunter disegnò dei bozzetti dei calchi prima che questi venissero inviati via mare ai musei di Gran Bretagna e Stati Uniti. Maudslay fece anche molte foto dettagliate - la fotografia a lastra asciutta era allora una tecnica recente - e copiò le iscrizioni.
In tutto Maudslay fece sei spedizioni presso le rovine maya. Dopo 13 anni di preparazione pubblicò tutte le sue scoperte in cinque volumi editi nel 1902 e intitolati Biologia Centrali-Americana, che contengono: numerosi eccellenti disegni e foto delle rovine maya, il commento di Maudslay, un'appendice sul calendario arcaico scritta da Joseph Thompson Goodman.
Nel 1892 Maudslay sposò la statunitense Anne Cary Morris, la nipote di Gouverneur Morris.. Per la loro luna di miele, la coppia salpò verso il Guatemala passando per New York e San Francisco. Lì la coppia lavorò per due settimane per conto del Peabody Museum della Harvard University. Il loro resoconto venne pubblicato nel 1899 col titolo Uno sguardo al Guatemala. 
Maudslay chiese anche un permesso per fare alcune ricerche sul Monte Albán a Oaxaca, ma quando alla fine, nel 1902, lo ricevette, non aveva più abbastanza soldi per finanziare il lavoro. L'azienda Maudslay, figli e terreni era fallita e aveva ridotto le entrate dell'archeologo. Provò a farsi finanziare dalla Carnegie Institution, ma senza successo. I Maudslay si trasferirono per due anni a San Angel, vicino a Città del Messico.
Nel 1905 Maudslay iniziò  tradurre le memorie di Bernal Diaz de Castillo, un soldato dei conquistadores; finì il lavoro nel 1912. Nel 1907 intanto, i Maudslay si erano ritrasferiti definitivamente in Gran Bretagna. Nel 1911-12 lo studioso fu presidente del Royal Anthropological Institute. Maudslay inoltre presiedette al 18º Congresso Internazionale degli Americanisti tenutosi a Londra nel 1912.
Annie Maudslay morì nel 1926. Il maritò sposò, nel 1928, la vedova Alice Purdon. Negli anni successivi completò le sue memorie, La vita nel Pacificio cinquanta anni fa.
A gennaio del 1931 Alfred Maudslay morì ad Hereford. Fu sepolto nella cripta della cattedrale di Hereford accanto alla prima moglie. Il materiale che riunì è oggi depositato ad Harvard e al British Museum.

## Opere
- Biologia Centrali-Americana: Contributions to the Knowledge of the Fauna and Flora of Mexico and Central America (reprint), University of Oklahoma Press, 1983. ISBN 978-0-8061-9919-1.
- Anne Cary Morris Maudslay and Alfred Percival Maudslay, A glimpse at Guatemala, and some notes on the ancient monuments of Central America, London: John Murray, 1899.
- Life in the Pacific Fifty Years Ago, London: George Routledge & Sons, 1930.